# マギステル・エクィトゥム
マギステル・エクィトゥム（ラテン語: Magister Equitum）は、共和政ローマ期に非常任で設置された公職の一つである。日本語では騎兵長官や騎士長官、主馬頭等と訳される。

## 概要
独裁官（ディクタトル）が置かれたときに、独裁官がその補佐役としてマギステル・エクィトゥムを指名した。なおポエニ戦争中のマギステル・エクィトゥムは元老院の議決により指名された。マギステル・エクィトゥムの職にあったものが死去した際は、代わりのマギステル・エクィトゥムを指名する必要があった。
日本語では「騎兵長官」と訳されることが多いが、この名は、独裁官が指名される原因となった戦争で、主力である歩兵を独裁官自身が指揮するのに対して、マギステル・エクィトゥムが騎兵の指揮を担当したことに由来する。
独裁官がローマより不在の場合は、マギステル・エクィトゥムが統治権を持ち、独裁官の統治権（インペリウム）を代行する形を取った。ただし、マギステル・エクィトゥムの権能はコンスル（執政官）やプラエトル（法務官）を上回っているとは見做されなかった（なお、独裁官はコンスルやプラエトルよりも高度の権限を有すると解釈された）。
初期の頃はプラエトル経験者がマギステル・エクィトゥムに就く事が資格として求められたが、この規則は早い段階で消滅した。
独裁官制度がマルクス・アントニウスの提議によって廃止され、アントニウスを破ってローマの支配権を握ったアウグストゥスも独裁官に就任することを拒否した為、独裁官の補佐官としてのマギステル・エクィトゥムも消滅することとなった。